# Ciprian Deac
Ciprian Ioan Deac (né le 16 février 1986) est un footballeur international roumain, qui évolue actuellement au CFR Cluj.

## Carrière

### Carrière en club
Il a fait ses débuts senior avec Unirea Dej, une équipe de deuxième division.
Deac signe au CFR Cluj au cours de la saison 2005-06 et a fait ses débuts en Liga I le 6 août 2006 contre l'Unirea Urziceni lors d'une victoire 4-0. Au cours de la saison 2006-07 dirigée par l'entraîneur Cristiano Bergodi, il n'a fait que onze apparitions, terminant troisième du championnat. Le point culminant de sa carrière a commencé en 2007-2008, le nouvel entraîneur de l'équipe Ioan Andone, ancien du Dinamo Bucarest qui remporte à la fois le championnat et la Coupe.
Il est ensuite prêté à l'Oțelul Galați lors de la mi-saison 2008 où il a fait quinze apparitions en marquant deux buts.
En raison de ses bonnes performances à l'Oțelul, Deac est conservé dans la liste du CFR Cluj pour la saison 2008-09.
Le 27 août 2010, Deac signe au Schalke 04 pour un contrat de trois ans. Les frais de transfert déclarés s'élèle à 3 millions d'euros. Il a connu une saison très sporadique en Allemagne, ne disputant que six matchs et ne réalisant pas de performances convaincantes.
Le 30 mai 2012, il retourné au CFR Cluj, où il a signé un contrat de trois ans.
Le 23 juin 2015, il signe un contrat de deux ans et demi avec le FK Aktobe, équipe de la Première division kazakhe.
Ciprian Deac est de nouveau revenu au CFR Cluj en janvier 2017.

### Carrière internationale
Ciprian Deac fait ses débuts avec l'équipe de Roumanie des moins de 21 ans le 1er juin 2007, lors d'un match nul 1–1 contre la France. Il est sélectionné par le manager Victor Pițurcă pour l'équipe préliminaire de Roumanie pour jouer à l'UEFA Euro 2008, mais a finalement raté la liste finale. Le 5 mars 2010, il honore sa première sélection pour les seniors lors d'une défaite 0-2 en match amical contre Israël à Timișoara.
En août 2017, après six ans d'absence, il est appelé par Christoph Daum pour les matches de qualification pour la Coupe du Monde de la FIFA 2018 contre l'Arménie et le Monténégro. Il marqué son premier but pour l'équipe nationale lors d'un match nul 1-1 contre le Danemark, le 8 octobre 2017.

## Palmarès

### En club
- CFR Cluj
  - Vainqueur du Championnat de Roumanie (7) : 2008, 2010, 2018, 2019, 2020, 2021, 2022
  - Vainqueur de la Coupe de Roumanie (4) : 2008, 2009, 2010, 2020
  - Vainqueur de la Supercoupe de Roumanie (3) : 2009, 2010, 2018

- Schalke 04
  - Vainqueur de la Coupe d'Allemagne (1) : 2011

### Distinctions personnelles
- Footballeur roumain de l'année : deuxième place: 2020[7], troisième place: 2022[8]
- Meilleur passeur du Championnat de Roumanie : 2022-23
- Équipe de la saison de Liga I : 2019-20[9], 2020-21[10], 2021-22[11] , 2022-23[12]